# 干旱区研究
《干旱区研究》创刊于1984年，是中国大陆农业科技类双月刊，编辑部位于新疆维吾尔自治区乌鲁木齐市。此刊物由中国科学院新疆生态与地理所主办。
《干旱区研究》在2018年被中华人民共和国国家新闻出版广电总局新闻报刊司评为2017年全国“百强报刊”。